# أسا غرانت هيليارد الثالث
أسا غرانت هيليارد الثالث (بالإنجليزية: Asa Grant Hilliard III)‏ هو عالم نفس أمريكي، ولد في 22 أغسطس 1933 في غالفستون في الولايات المتحدة، وتوفي في 13 أغسطس 2007 في القاهرة في مصر بسبب ملاريا.